# كيفن دود (اقتصادي)
كيفن دود (بالإنجليزية: Kevin Dowd)‏ هو اقتصادي بريطاني، ولد في 1958 في ميدلزبرة في المملكة المتحدة.